# Mad Max – Jenseits der Donnerkuppel
Mad Max – Jenseits der Donnerkuppel (Originaltitel: Mad Max Beyond Thunderdome) ist ein australischer Actionfilm von George Miller und George Ogilvie. Der Film erschien am 26. September 1985 in den deutschen Kinos und am 14. März 1986 auf Video. Von 26. September bis 31. Dezember 1985 gab es rund 1,1 Millionen Kinobesucher in der Bundesrepublik Deutschland.
Als dritter Teil der Mad-Max-Reihe konzipiert, spielt der Film 20 Jahre nach Mad Max und 15 Jahre nach den Ereignissen von Mad Max II – Der Vollstrecker. Motorisierte Fahrzeuge gibt es kaum noch; Benzin und Wasser sind mehr denn je zur Mangelware geworden; das Land ist verödet. Max Rockatansky, der ehemalige Polizist, gerät bei der Verfolgung eines Diebes, des Sohns des Tragschrauberpiloten aus Teil II, der ihm alle Habe aus seinem von einem Kamel gezogenen Wagen genommen hat, in die Hände von Aunty Entity und ihrer Bande in der von ihnen beherrschten Stadt Bartertown.

## Handlung
Bartertown ist eine Siedlung, die sich um eine Oase gruppiert und an einen Basar erinnert. Hier wird mit allem gehandelt (englisch barter für „Tausch, Tauschhandel, Tauschgeschäft“), angefangen von Sklaven über Kamele bis hin zum raren (wenn auch meist radioaktiv verseuchten) Wasser. Max gerät mit einigen von Aunty Entitys Handlangern aneinander und wird zu ihr gebracht. Entity erkennt in Max den richtigen Mann, um ihr bei einem Problem zu helfen, das sie mit einem Mann namens Master hat. Master, der für die Energiegewinnung der Siedlung durch aus Schweinekot gewonnenem Methan verantwortlich ist, arbeitet mit dem Hünen Blaster als eine Einheit zusammen: Blaster (englisch für „Sprenger, Sprengmeister“) beeindruckt durch körperliche Größe und Kraft; er trägt den minderwüchsigen, intelligenten Master (englisch für „Dienstherr, Herr, Meister“) auf dem Rücken. Da Master die Stadt Bartertown jederzeit mit einem Energieembargo belegen kann, besitzt er ein Druckmittel gegen Aunty Entity, was diese nicht länger hinnehmen will. Max soll daher Masters Beschützer Blaster ausschalten und damit zugleich sein Leben retten.
Max provoziert einen Streit mit Master. Gemäß dem Stadtgesetz muss ein Streit in der Donnerkuppel, einer kuppelförmigen Arena aus Metallgittern, entschieden werden. Unter johlenden Zurufen findet dort der Kampf „Blaster gegen den Mann ohne Namen“ statt. Die einzige Regel dabei lautet: „Zwei Mann geh’n rein, ein Mann geht raus.“ Max und Blaster bekämpfen sich bis aufs Blut. Schließlich gewinnt Max die Oberhand. Er schlägt Blaster den Helm vom Kopf, den dieser stets trägt und der sein gesamtes Gesicht verhüllt. Als er zum endgültigen Schlag ausholen will, erkennt er, dass sein Gegner kein monströser Killer ist, sondern nur ein körperlicher Hüne, der den Verstand eines Kindes hat. Max sieht ihm ins Gesicht und erkennt Blasters Behinderung (Down-Syndrom). Max tötet Blaster nicht; dies erledigt jedoch einer von Auntys Gefolgsleuten. Max soll als Vertragsbrüchiger getreu dem Bartertown-Gesetz „Brich den Vertrag und du drehst am Rad“ das Schicksalsrad drehen. Da es auf „Gulag“ stehenbleibt, wird er mit einer Maske rücklings auf einem Pferd ohne Wasser und Nahrung in die Wüste getrieben.
Nach einem Sandsturm – das Pferd ist inzwischen von plötzlich auftretendem Treibsand verschlungen – wird Max von einer Gruppe Halbwüchsiger gerettet. Diese sind die Nachkommen von Passagieren eines Flugzeugs, welches in der Wüste abgestürzt ist. Vor vielen Jahren fanden sie in einer Oase einen Unterschlupf und eine Lebensgrundlage. Die Kinder und Jugendlichen halten Max für den Piloten Captain Walker, der sie einst verließ, um Hilfe zu holen. Als Max die Umstände aufklärt und der Gruppe erklärt, was wirklich in der Welt los ist, wird ihm nicht geglaubt. Einige der Jugendlichen brechen trotz aller Warnungen auf, um Bartertown zu suchen. Max folgt ihnen mit einer weiteren Gruppe und Wasservorräten.
Er findet sie und gemeinsam erreichen sie Bartertowns Unterwelt, wo sie Master befreien. Max gelingt es, mit den Kindern und Master auf einem flottgemachten LKW, der zur Lokomotive umgebaut wurde, auf Schienen zu fliehen. Doch Aunty lässt nicht locker und lässt Max verfolgen. Bei der Verfolgungsjagd gewinnt einer von Max’ Helfern die Gewalt über ein feindliches Fahrzeug. Die Verfolger können zunächst durch eine enge Eisenbahnbrücke abgeschüttelt werden, aber dann hören die Schienen der Eisenbahn plötzlich auf und Max und seine Leute müssen absteigen. Sie verfolgen einen kleinen Jungen, der am Ende der Bahnschienen Wache gehalten hat und dann durch einen unterirdischen Tunnel zu seinem Vater flieht. Max erkennt in dem Mann denjenigen, der ihm seine Sachen gestohlen hat, und fordert ihn nun auf, gemeinsam mit dessen Flugzeug die Flucht zu ergreifen.
Alle steigen ein und der Mann versucht, mit dem Flugzeug abzuheben, aber die Startbahn ist für dieses Gewicht nicht geeignet. Der erste Startversuch missglückt, und Auntys Leute kommen wieder näher. Sie versuchen, die Startbahn zu blockieren. Der Junge, der zuvor das Fahrzeug übernommen hat, kommt ihnen zu Hilfe. Max beschließt, mit dem gekaperten Fahrzeug in Richtung der sich nähernden Angreifer zu fahren, um die Bahn für das Flugzeug freizumachen. Kurz vor dem Zusammenstoß mit dem gegnerischen Fahrzeug springt er ab. Die Autos prallen zusammen und der Pilot kann mit seinem Flugzeug weiterrollen und abheben. Aunty lässt auf den zurückgelassenen Max mit Gewehren zielen, verschont ihn aber letztendlich.
Die Kinder erreichen später ihr Ziel: das vollkommen zerstörte Sydney. Nun erzählen die Kinder die Geschichte von Max als Legende weiter und hoffen, dass sich alles irgendwann wieder zum Guten wendet.

## Hintergrund
Der Film ist Byron Kennedy gewidmet. Dieser war Produzent der ersten beiden Filme der Reihe und kam 1983 bei einem Helikopterabsturz ums Leben, als er nach Drehorten für Mad Max – Jenseits der Donnerkuppel suchte.

## Kritiken
„Technisch perfekt inszeniertes Endzeitspektakel, das weniger selbstzweckhafte Gewalttätigkeiten als die beiden ersten Teile aufweist und in der Geschichte um den Kinderstamm eine Dimension der Hoffnung aufbaut.“

„Dieses Mal erwartet uns am Ende […] auch ein kleiner Hoffnungsschimmer – vielleicht der Grund, warum ‚Jenseits der Donnerkuppel‘ bei vielen MM-Liebhabern als der beste Teil gilt. Fazit: Rasante Action mit einem Touch New Age.“

Ganz entgegen dieser Meinung von Cinema gilt dieser Film auf anderen Portalen, wie IMDb oder Rotten Tomatoes, als der schwächste Teil der Mad-Max-Reihe.

## Trivia
- Die Auswahl auf dem „Glücksrad“ ist folgende: Life Imprisonment (Lebenslange Haft), Amputation (Amputation), Underworld (Arbeit in Masters „Unterwelt“), Death (Tod), Forfeit Goods (Einsatz verloren), Spin Again (Noch einmal drehen), Hard Labour (Zwangsarbeit), Acquittal (Freispruch), Gulag (hier: Exil), Auntie’s Choice (Aunty entscheidet).
- Im Nachspann ist Mel Gibson als einer der Stuntmen gelistet, was ihm einen Eintrag als „mutigster Schauspieler“ im Guinness-Buch der Rekorde einbrachte.
- Der Arbeitstitel für den Film war Desert World.
- Unter all den Waffen, die Max Rockatansky abgeben muss, ist auch Bubba Zanettis Pistole aus dem Ersten Weltkrieg, eine Mauser C96 9 mm Parabellum. Bubba Zanetti ist ein Mitglied der Motorradbande im ersten Teil der Filmreihe (Mad Max). Max hatte Bubba Zanetti, der ihm gemeinsam mit Toecutter und Johnny the Boy eine Falle gestellt hatte, in Notwehr erschossen.
- Thunderdome (Donnerkuppel) ist der Namensgeber einer Musikveranstaltung in den Niederlanden.
- Der Mann, der Max bestiehlt und am Ende des Films das Flugzeug fliegt, wird von dem Schauspieler Bruce Spence verkörpert, der auch schon in Mad Max II mitspielte und dort den Tragschrauber flog.
- Das bei der Flucht verwendete Flugzeug ist ein Transavia PL-12.

## Fortsetzung
Im Februar 2010 bestätigte der Regisseur George Miller, dass mit Mad Max: Fury Road ein vierter Teil erscheinen wird. Dieser hatte am 7. Mai 2015 Premiere in Los Angeles. Die Hauptrolle des Max übernahm allerdings Tom Hardy, in weiteren Hauptrollen wirken Charlize Theron und Nicholas Hoult mit.